# الأحمر والأبيض والأزرق الملكي (فلم)
الأحمر والأبيض والأزرق الملكي (بالإنجليزية: Red, White & Royal Blue) هو فيلم كوميدي، وفيلم رومانسي أُصدر في 11 أغسطس 2023، في الولايات المتحدة، وكندا، والمملكة المتحدة، وألمانيا. الفيلم من إنتاج أستوديوهات أمازون، وتولّت أمازون برايم فيديو توزيعه، وهو من إخراج ماثيو لوبيز الذي تولّى كتابة السيناريو أيضًا.

## طاقم التمثيل
- راتشيل مادو
- جوي ريد
- شارون د. كلارك
- كليفتون كولينز جونيور
- نيكولاس جاليتزين
- أوما ثورمان
- سارة شاهي
- راشيل هيلسون
- ستيفن فراي
- إيلي بامبر